# Alina Astafei
Alina Astafei, née le 7 juin 1969 à Bucarest en Roumanie, est une athlète allemande, pratiquant le saut en hauteur.

## Biographie
Astafei a remporté le titre lors des Championnats d'Europe juniors en 1987. L'année suivante, elle est sacrée championne du monde junior avec un saut à 2,00 m, à un centimètre du record du monde junior de la Kazakhe Olga Turchak établit en 1986. L'été suivant, elle se classe cinquième des Jeux olympiques de Séoul avec un bond à 1,93 m.
En 1989, la Roumaine remporte son premier titre continental sénior en s'imposant aux Championnats d'Europe en salle à La Haye aux Pays-Bas. Peu de temps après, elle se classe dixième des mondiaux en salle de Budapest. L'année suivante, Alina Astafei ne conserve pas son titre européen en salle, terminant troisième.
En 1992, après une blessure toute l'année 1991, elle devient vice-championne olympique lors des Jeux olympiques de Barcelone avec 2,00 m, seulement devancée par Heike Henkel (2,02 m). Malheureusement, en 1993, elle échoue aux pieds des podiums des deux échéances les plus importantes : à Toronto avec 1,97 m et à Stuttgart (1,94 m). 
Absente des pistes en 1994, la Roumaine est naturalisée allemande et concourt dès mars 1995 pour l'Allemagne. Cette décision fait l'objet de vives tensions avec la Fédération Roumaine, avec laquelle elle a refusé de participer à l'Euro en salle 1994 de Paris. Elle sera sacrée quelques semaines plus tard après sa naturalisation championne du monde en salle avec un saut à 2,01 m. Quelques jours plus tôt dans la saison, elle portait son record à 2,04 m à Berlin. Le 27 mai à Wörrstadt et le 3 juillet à Paris, Astafei améliore son record personnel en plein air avec 2,01 m. Elle efface ses 2,00 m établit en 1988 à Sudbury et en 1992 à Barcelone. Peu de temps après, elle remporte l'argent des Championnats du monde de Göteborg derrière la Bulgare Stefka Kostadinova. 
En 1996, elle devient pour la seconde fois de sa carrière championne d'Europe en salle avec 1,98 m. D'abord interdite de participer aux Jeux à cause de son changement de nationalité, elle est finalement admise pour concourir sous son nouveau drapeau allemand : elle se classera cinquième des Jeux olympiques d'Atlanta avec 1,96 m, sa meilleure performance de la saison. 
Ses derniers podiums internationaux sont en 1998 où elle est vice-championne d'Europe en salle à Valence puis médaillée de bronze lors de l'édition en plein air à Budapest (1,95 m). 
Elle se retire des pistes en 2004 après avoir sauté 1,75 m à Mannheim le 18 janvier. 

### Vie privée
Son père, Petre Astafei (1942), est un ancien sauteur à la perche. Elle a un frère, Petre Junior (né le 1er août 1967), qui sera l'un des héros de la révolution roumaine de 1989 où son frère tombera sous les balles le 24 décembre à l'âge de 22 ans. C'est cette justice non-rendue qui poussera la sauteuse à exiler en Allemagne en 1993, pour protéger sa fille
Alina Astafei s'est mariée avec le joueur de volleyball Alin Stavariu, avec qui elle aura donc sa fille, née en 1991 mais ont divorcé en 1995. Elle s'est ensuite remariée avec le sauteur en hauteur Wolfgang Kreißig, finaliste olympique en 2000, avec qui elle deux garçons, dont un né en 2002.
Elle vit désormais à Stuttgart.

## Palmarès
| Date                      | Compétition                    | Lieu                     | Résultat                 | Marque                   |
| Représentant la Roumanie  | Représentant la Roumanie       | Représentant la Roumanie | Représentant la Roumanie | Représentant la Roumanie |
| ------------------------- | ------------------------------ | ------------------------ | ------------------------ | ------------------------ |
| 1986                      | Championnats du monde juniors  | Athènes                  | 2e                       | 1,90 m                   |
| 1987                      | Championnats d'Europe juniors  | Birmingham               | 1re                      | 1,88 m                   |
| 1988                      | Championnats du monde juniors  | Sudbury                  | 1re                      | 2,00 m                   |
| 1988                      | Jeux olympiques                | Séoul                    | 5e                       | 1,93 m                   |
| 1989                      | Championnats d'Europe en salle | La Haye                  | 1re                      | 1,96 m                   |
| 1989                      | Championnats du monde en salle | Budapest                 | 10e                      | 1,91 m                   |
| 1989                      | Coupe d'Europe des nations     | Gateshead                | 1re                      | 2,00 m                   |
| 1989                      | Coupe du monde des nations     | Barcelone                | 3e                       | 1,94 m                   |
| 1990                      | Championnats d'Europe en salle | Glasgow                  | 3e                       | 1,94 m                   |
| 1992                      | Jeux olympiques                | Barcelone                | 2e                       | 2,00 m                   |
| 1992                      | Coupe du monde des nations     | La Havane                | 2e                       | 1,91 m                   |
| 1993                      | Championnats du monde en salle | Toronto                  | 4e                       | 1,97 m                   |
| 1993                      | Coupe d'Europe des nations     | Rome                     | 1re                      | 2,00 m                   |
| 1993                      | Championnats du monde          | Stuttgart                | 4e                       | 1,94 m                   |
| 1993                      | Finale mondiale                | Londres                  | 2e                       | 1,93 m                   |
| Représentant l' Allemagne |                                |                          |                          |                          |
| 1995                      | Championnats du monde en salle | Barcelone                | 1re                      | 2,01 m                   |
| 1995                      | Coupe d'Europe des nations     | Villeneuve-d'Ascq        | 1re                      | 2,00 m                   |
| 1995                      | Championnats du monde          | Göteborg                 | 2e                       | 1,99 m                   |
| 1995                      | Finale mondiale                | Monaco                   | 5e                       | 1,90 m                   |
| 1996                      | Championnats d'Europe en salle | Stockholm                | 1re                      | 1,98 m                   |
| 1996                      | Coupe d'Europe des nations     | Madrid                   | 1re                      | 1,98 m                   |
| 1996                      | Jeux olympiques                | Atlanta                  | 5e                       | 1,96 m                   |
| 1997                      | Championnats du monde en salle | Paris                    | 4e                       | 1,95 m                   |
| 1997                      | Championnats du monde          | Athènes                  | 7e                       | 1,93 m                   |
| 1997                      | Finale mondiale                | Fukuoka                  | 5e                       | 1,93 m                   |
| 1998                      | Championnats d'Europe en salle | Valence                  | 2e                       | 1,94 m                   |
| 1998                      | Coupe d'Europe des nations     | Saint-Pétersbourg        | 2e                       | 1,95 m                   |
| 1998                      | Championnats d'Europe          | Budapest                 | 3e                       | 1,95 m                   |
| 1998                      | Coupe du monde des nations     | Johannesburg             | 6e                       | 1,90 m                   |
| 2001                      | Coupe d'Europe des nations     | Brême                    | 1re                      | 1,89 m                   |

## Records
| Épreuve         | Épreuve   | Performance | Lieu            | Date                       |
| --------------- | --------- | ----------- | --------------- | -------------------------- |
| Saut en hauteur | Plein air | 2,01 m      | Wörrstadt Paris | 27 mai 1995 3 juillet 1995 |
| Saut en hauteur | En salle  | 2,04 m      | Berlin          | 3 mars 1995                |